# Scleria anomala
Scleria anomala là loài thực vật có hoa trong họ Cói. Loài này được (Steud.) J.Raynal miêu tả khoa học đầu tiên năm 1977.